# نادي المزاحمية
نادي المزاحمية وهو أحد أندية الدرجة الثالثة في لعبة كرة القدم في السعودية، تأسس عام 1976 في مدينة المزاحمية.

## تشكيلة الفريق الحالية
ملاحظة: تشير الأعلام إلى المنتخب الوطني على النحو المحدد في قواعد الأهلية للفيفا. قد يحمل اللاعبون أكثر من جنسية واحدة غير تابعة للفيفا.
| الرقم | البلد    | المركز | اللاعب          |
| ----- | -------- | ------ | --------------- |
| 1     | السعودية | حارس   | باسم الماس      |
| 2     | السعودية | مدافع  | يعقوب الثاني    |
| 3     | السعودية | مدافع  | محمد سعد        |
| 4     | السعودية | مدافع  | محمد جمعان      |
| 5     | السعودية | وسط    | عبد الرحمن هاشم |
| 6     | السعودية | وسط    | سامي سالم       |
| 7     | السعودية | مهاجم  | فيصل حكمي       |
| 8     | تونس     | وسط    | ريان الفورجي    |
| 10    | السعودية | وسط    | عموري           |
| 11    | السعودية | وسط    | سلمان البليخي   |
| 14    | السعودية | مدافع  | سلطان الطميحي   |
| 15    | السعودية | مدافع  | سلمان الربيعان  |
| 16    | السعودية | وسط    | وليد الجهني     |

| الرقم | البلد    | المركز | اللاعب             |
| ----- | -------- | ------ | ------------------ |
| 18    | السعودية | وسط    | نواف الطلاسي       |
| 19    | رواندا   | مهاجم  | يفيس موغونغا       |
| 21    | السعودية | وسط    | عبد الإله الفضل    |
| 22    | مالي     | وسط    | آدم ديمبيلي        |
| 23    | السعودية | مدافع  | محمد خيرات         |
| 24    | السعودية | مدافع  | ريان الدمجان       |
| 25    | السعودية | مهاجم  | فيصل الدوسري       |
| 29    | السعودية | مدافع  | نايف الشريد        |
| 30    | السعودية | حارس   | محمد الطيار        |
| 33    | السعودية | حارس   | سليمان سفياني      |
| 70    | السعودية | وسط    | عبد العزيز العقيلي |
| 77    | السعودية | وسط    | محمد العيسى        |

## الانجازات
توج فريق نادي المزاحمية في عام 2014 ببطولة دوري الدرجة الثالثة بعد فوزه على فريق الساحل بهدفين في المباراة التي جمعتهما على ملعب مدينة الأمير سعود بن جلوي بالراكة، وسجل الهدف الأول للمزاحمية اللاعب خالد الكويبين بالدقيقة 100 بعد نهاية الأشواط الأصلية دون أهداف، وفي الدقيقة 116 أضاف خالد الكويبين الهدف الثاني، لينال الفريق بذلك درع الدرجة الثالثة والميداليات الذهبية، بينما حصل فريق الساحل على الميداليات الفضية.

## مجلس الإدارة
أعضاء مجلس الإدارة:
| رئيس مجلس الإدارة      | موسى بن سعود الزياد        |
| نائب رئيس مجلس الإدارة | عبدالله بن سعود السبيعي    |
| عضو                    | إبراهيم بن عبد الله الزابن |
| عضو                    | ذيب بن حزام القحطاني       |
| عضو                    | حمد بن سعد بن عتيق         |
| عضو                    | سعد بن سعود العمران        |
| عضو                    | داهم بن محمد القحطاني      |
| عضو                    | إبراهيم بن محمد السياري    |